# Unplugged (Eric Clapton)
Unplugged is een live-album van Eric Clapton uit 1992, opgenomen voor het programma MTV Unplugged. Het album bevat een versie van de succesvolle single "Tears in Heaven" en een akoestische versie van "Layla". Op het album werd voornamelijk positief gereageerd en het wordt omschreven als "relaxed" en "charmerend". Het is het meest succesvolle en bestverkopende live-album ooit gemaakt, en won twee Grammy awards op de 35e Grammy Awards in 1993. Het is eveneens Claptons bestverkopende album, met 26 miljoen verkochte exemplaren wereldwijd.

## Nummers
| 1.                 | Signe                                     | Eric Clapton                                  | 3:13 |
| 2.                 | Before You Acuse Me                       | Bo Diddley                                    | 3:44 |
| 3.                 | Hey Hey                                   | Big Bill Broonzy                              | 3:16 |
| 4.                 | Tears in Heaven                           | Clapton, Will Jennings                        | 4:36 |
| 5.                 | Lonely Stranger                           | Clapton                                       | 5:27 |
| 6.                 | Nobody Knows You When You're Down and Out | Jimmy Cox                                     | 3:49 |
| 7.                 | Layla                                     | Clapton, Jim Gordon                           | 4:46 |
| 8.                 | Running on Faith                          | Jerry Lynn Williams                           | 6:30 |
| 9.                 | Walkin' Blues                             | Son House                                     | 3:37 |
| 10.                | Alberta                                   | Traditional, arr. by Huddie William Ledbetter | 3:42 |
| 11.                | San Francisco Bay Blues                   | Jesse Fuller                                  | 3:24 |
| 12.                | Malted Milk                               | Robert Johnson                                | 3:36 |
| 13.                | Old Love                                  | Clapton, Robert Cray                          | 7:54 |
| 14.                | Rollin' and Tumblin'                      | Muddy Waters                                  | 4:11 |
| Totale duur: 61:47 |                                           |                                               |      |